# Ошен-Спрингс (Миссисипи)
Ошен-Спрингс (англ.  Ocean Springs ) — город в округе Джэксон в штате Миссисипи США.

## Описание
Курортный город в юго-восточном Миссисипи, в заливе Билокси напротив Билокси. Он развился вокруг места Старого Билокси, где исследователь Пьер Ле Муан д'Ибервиль основал форт Морепа в 1699 году для Франции; это было первое постоянное европейское поселение в нижней долине реки Миссисипи. Его название было изменено на Линчбург (1853), а в 1854 году его нынешнее название было придумано Джорджем У. Остином, который основал там санаторий для использования его родниковых вод. Это была рыбацкая деревня до 1880-х годов, когда она стала популярным курортом на побережье Мексиканского залива для плантаторов хлопка.

## Население
| 2010   | 2020    |
| ------ | ------- |
| 17 442 | ↗18 429 |